# Реакция Бодру — Чичибабина
Реакция Бодру — Чичибабина - метод синтеза альдегидов взаимодействием реактивов Гриньяра с ортоформиатами и последующим гидролизом образовавшегося ацеталя:
Метод описан в 1904 г. Бодру, который пытался синтезировать триарилметаны взаимодействием галоформов с реактивами Гриньяра, однако столкнувшись с низкими выходами, решил использовать вместо галоформов триэтилортоформиат и, независимо от него, Чичибабиным.

## Механизм реакции
Предполагается, что на первой стадии реакции ортоэфир вытесняет молекулу диэтилового эфира из сольватированного реактива Гриньяра с образованием координационного комплекса, после чего происходит нуклеофильная атака органомагнийбромида 2 на углеродный атом ортоэфира 1, которая сопровождается отщеплением алкоксимагнийбромида и приводит к образованию ацеталя альдегида 3. 
Ацеталь может быть выделен из реакционной смеси и затем гидролизован до альдегида 4:

## Применимость и варианты
Реакция применима для синтеза как алифатических, так и ароматических и гетероциклических альдегидов из соответствующих реактивов Гриньяра, выходы при использовании алифатических магнийорганических соединений меньше, чем при использовании ароматических, выходы алифатических альдегидов также падают с ростом длины алифатической цепи. Реактивы Гриньяра, полученные из дибромалканов, образуют ацетали алифатических диальдегидов:
BrMg(CH2)nMgBr + HC(OEt)3 {\displaystyle \to } (EtO)2CH(CH2)nCH(EtO)2 + 2EtOMgBr
n = 4, 5, 6
В реакцию также вступают алифатические реактивы Гриньяра с удаленной функциональной группой:
X(CH2)nMgBr + HC(OEt)3 {\displaystyle \to } X(CH2)nCH(EtO)2 + EtOMgBr
X = F, NAlk2, COOR, HC≡C
и магнийгалогенопроизводные алкинов (реактивы Иоцича):
R-C≡C-MgBr + HC(OEt)3 {\displaystyle \to } R-C≡C-CH(EtO)2 + EtOMgBr
В классическом варианте проведения реакции к эфирному раствору реактива Гриньяра добавляют эквивалентное количество этилортоформиата, после чего эфир отгоняют и реакцию проводят при нагревании - при низких температурах, без отгонки эфира, выходы низки. В дальнейшем получившиеся диэтилацетали из реакционной смеси могут быть выделены отгонкой либо гидролизованы с образованием альдегидов добавлением к реакционной смеси водной кислоты.
Для проведения реакции в мягких условиях может использоваться фенилдиэтилортоформиат HCOPh(OEt)2, который синтезируют переэтерификацией этилортоформиата фенолом. Фенолят-анион, в силу большей кислотности, является, в сравнении с этоксид-анионом лучшей уходящей группой в условиях реакции: при взаимодействии фенилдиэтилортоформиата с реактивами Гриньяра первым отщепляется феноксигруппа, этоксигруппы при этом не затрагиваются:
RMgBr + HCOPh(OEt)2 {\displaystyle \to } RCH(OEt)2 + PhOMgBr
В результате реакция протекает в мягких условиях - при кипячении в эфире и с высокими выходами; так, выходы валерианового и бензойного альдегидов составляют 90% и 99% соответственно.
Реакция также может проводиться с использованием ортоэфиров других карбоновых кислот, в этом случае образуются кетали, и, после их гидролиза - кетоны:
RMgBr + R1C(OR2)3 {\displaystyle \to } RCR1(OR2)2 + R2OMgBr
RCR1(OR2)3 + H2O {\displaystyle \to } RR1C=O + 2 R2OH

## Родственные реакции
Алюминийорганические производные, получаемые взаимодействием α,β-ненасыщенных бромидов с амальгамированным алюминием в молярном отношении 1:1 в эфире взаимодействуют с ортоэфирами с образованием β,γ-ненасыщенных ацеталей, реакция идет при низких температурах (охлаждение сухим льдом). Выходы в этой реакции достаточно высоки, так, выход 4,4-диметоксибут-1-ина, образующегося при взаимодействии пропаргилбромида с триметилортоформиата составляют 77-79% в пересчете на пропаргилбромид:
HC≡C-CH2Br + Al {\displaystyle \to } HC≡C-CH2Al2/3Br
HC≡C-CH2Al2/3Br + HC(OCH3)3 {\displaystyle \to } HC≡C-CH2CH(OCH3)2
При использовании дифенилалкилортоформиатов в силу того, что фенолят-анион является хорошей уходящей группой, возможна реакция образующегося ацеталя с избытком реактива Гриньяра, ведущая к образованию простых эфиров:
RMgBr + HC(OAlk)(OPh)2 {\displaystyle \to } RCH(OAlk)(OPh) + PhOMgBr
RCH(OAlk)(OPh) + RMgBr {\displaystyle \to } R2CHOAlk
Аналогично себя ведут в реакции с дифенилалкилортоформиатами и алюминийорганические, синтезируемые из α,β-ненасыщенных бромидов.
Еще одна родственная реакция - синтез альдегидов по Буво из реактивов Гриньяра и диалкилформамидов, в котором диалкилформамиды выступают в качестве синтетических аналогов ортоформиатов: